# Eurysthea latefasciata
Eurysthea latefasciata là một loài bọ cánh cứng trong họ Cerambycidae.